# ویکی‌پدیای کرسی
ویکی‌پدیای کرسی نسخه زبان کرسی وب‌گاه ویکی‌پدیا است.
زبان کرسی تا ۴ ژوئن ۲۰۱۲ با بیش از ۶٬۲۵۰ مقاله در رده صدوسی‌ودو ویکی‌پدیاها قرار گرفته‌است.